# محمد عبد المنعم علي
محمد عبد المنعم (الاسم الأصلي: محمد عبد المنعم علي ولد 8 مارس 1981 هو رباع عراقي، تنافس في فئة 56 كجم رجال ومثل العراق في المسابقات الدولية. شارك في دورة الألعاب الأولمبية الصيفية عام 2004 في فئة 56 كجم. تنافس في بطولة العالم وكان آخرها في بطولة رفع الأثقال عام 2003.

## المشاركات الدولية
على المستوى الدولي حاز عبد المنعم على 3 ميداليات ذهبية في الجزائر في وزن 56 كلغ (الخطف والنتر والمجموع العام) ليتقدم العراق رابعا على لائحة الميداليات بعد الجزائر.

## النتائج الرئيسية
| العام                          | المكان                         | الوزن                          | الخطف (كجم)                    | الخطف (كجم)                    | الخطف (كجم)                    | الخطف (كجم)                    | نظيفة ورعشة (كجم)              | نظيفة ورعشة (كجم)              | نظيفة ورعشة (كجم)              | نظيفة ورعشة (كجم)              | المجموع                        | رتبة                           |
| العام                          | المكان                         | الوزن                          | 1                              | 2                              | 3                              | رتبة                           | 1                              | 2                              | 3                              | رتبة                           | المجموع                        | رتبة                           |
| دورة الألعاب الاولمبية الصيفية | دورة الألعاب الاولمبية الصيفية | دورة الألعاب الاولمبية الصيفية | دورة الألعاب الاولمبية الصيفية | دورة الألعاب الاولمبية الصيفية | دورة الألعاب الاولمبية الصيفية | دورة الألعاب الاولمبية الصيفية | دورة الألعاب الاولمبية الصيفية | دورة الألعاب الاولمبية الصيفية | دورة الألعاب الاولمبية الصيفية | دورة الألعاب الاولمبية الصيفية | دورة الألعاب الاولمبية الصيفية | دورة الألعاب الاولمبية الصيفية |
| ------------------------------ | ------------------------------ | ------------------------------ | ------------------------------ | ------------------------------ | ------------------------------ | ------------------------------ | ------------------------------ | ------------------------------ | ------------------------------ | ------------------------------ | ------------------------------ | ------------------------------ |
| 2004                           | أثينا، إيطاليا                 | 56 كجم                         | —                              |                                |                                |                                | —                              |                                |                                |                                | 10                             |                                |
| بطولة العالم                   |                                |                                |                                |                                |                                |                                |                                |                                |                                |                                |                                |                                |
| 2003                           | فانكوفر، كندا                  | 56 كجم                         | 112.5                          | 117.5                          | 122.5                          | 8                              | 137.5                          | 142.5                          | 142.5                          | 18                             | 260                            | 9                              |
| 2001                           | أنطاليا، تركيا                 | 56 كجم                         | 102.5                          | 110                            | 110                            | 11                             | 110                            | 122.5                          | 127.5                          | 13                             | 230                            | 12                             |

## وصلات خارجية
- محمد عبد المنعم علي على موقع أوليمبيديا (الإنجليزية)